# ريكاردو فان ريهاين
ريكاردو فان ريهاين (بالهولندية: Ricardo van Rhijn) وهو لاعب كرة قدم هولندي بمركز الظهير ولد في يوم 13 يونيو 1991 في ليدن في هولندا وهذا اللاعب هو من أصل كوراساوي وحالياً يلعب مع نادي أياكس أمستردام كما لعب مع منتخب هولندا لكرة القدم في 2012 ويبلغ طوله 183 سم.

## إحصائيات

### النادي
| أداء النادي    | أداء النادي    | أداء النادي             | الدوري                  | الدوري                  | الكأس      | الكأس      | القارة    | القارة  | أخرى      | أخرى    | الإجمالي  | الإجمالي |
| الموسم         | النادي         | الدوري                  | المباريات               | الأهداف                 | المباريات  | الأهداف    | المباريات | الأهداف | المباريات | الأهداف | المباريات | الأهداف  |
| هولندا         | هولندا         | هولندا                  | الدوري الهولندي الممتاز | الدوري الهولندي الممتاز | كأس هولندا | كأس هولندا | يويفا1    | يويفا1  | أخرى2     | أخرى2   | الإجمالي  | الإجمالي |
| -------------- | -------------- | ----------------------- | ----------------------- | ----------------------- | ---------- | ---------- | --------- | ------- | --------- | ------- | --------- | -------- |
| 2011–12        | أياكس          | الدوري الهولندي الممتاز | 14                      | 0                       | 1          | 0          | 2         | 0       | 0         | 0       | 17        | 0        |
| 2012–13        | أياكس          | الدوري الهولندي الممتاز | 31                      | 0                       | 4          | 0          | 8         | 1       | 1         | 0       | 44        | 1        |
| 2013–14        | أياكس          | الدوري الهولندي الممتاز | 32                      | 2                       | 5          | 1          | 8         | 0       | 1         | 0       | 46        | 3        |
| 2014–15        | أياكس          | الدوري الهولندي الممتاز | 5                       | 2                       | 0          | 0          | 1         | 0       | 0         | 0       | 6         | 2        |
| الإجمالي       | هولندا         | هولندا                  | 84                      | 4                       | 10         | 1          | 19        | 1       | 2         | 0       | 113       | 6        |
| إجمالي المسيرة | إجمالي المسيرة | إجمالي المسيرة          | 84                      | 4                       | 10         | 1          | 19        | 1       | 2         | 0       | 113       | 6        |

الإحصائيات بتحديث 27 سبتمبر 2014.

1 يتضمن مباريات دوري أبطال أوروبا والدوري الأوروبي

2 يتضمن مباريات جوهان كرويف شيلد ومباريات الدوري الهولندي الممتاز الفاصلة.

### المنتخب
| المنتخب الهولندي | المنتخب الهولندي | المنتخب الهولندي |
| العام            | المباريات        | الأهداف          |
| ---------------- | ---------------- | ---------------- |
| 2012             | 5                | 0                |
| 2013             | 2                | 0                |
| الإجمالي         | 7                | 0                |

## روابط خارجية
- ريكاردو فان ريهاين على موقع الاتحاد الأوربي (الإنجليزية)
- ريكاردو فان ريهاين على موقع قاعدة بيانات كرة القدم.إي يو (الإنجليزية)
- ريكاردو فان ريهاين على موقع ناشيونال فوتبول تيمز (الإنجليزية)
- ريكاردو فان ريهاين على موقع Soccerway.com (الإنجليزية)
- ريكاردو فان ريهاين على موقع عالم كرة القدم.نت (الإنجليزية)
- ريكاردو فان ريهاين على موقع كووورة
- ريكاردو فان ريهاين على موقع AS.com (الإسبانية)

صفحة اللاعب على سووكر واي